# Odontomesa fulva
Odontomesa fulva är en tvåvingeart som först beskrevs av Jean-Jacques Kieffer 1919.  Odontomesa fulva ingår i släktet Odontomesa och familjen fjädermyggor. Arten är reproducerande i Sverige. Inga underarter finns listade i Catalogue of Life.